# ドゥーグ

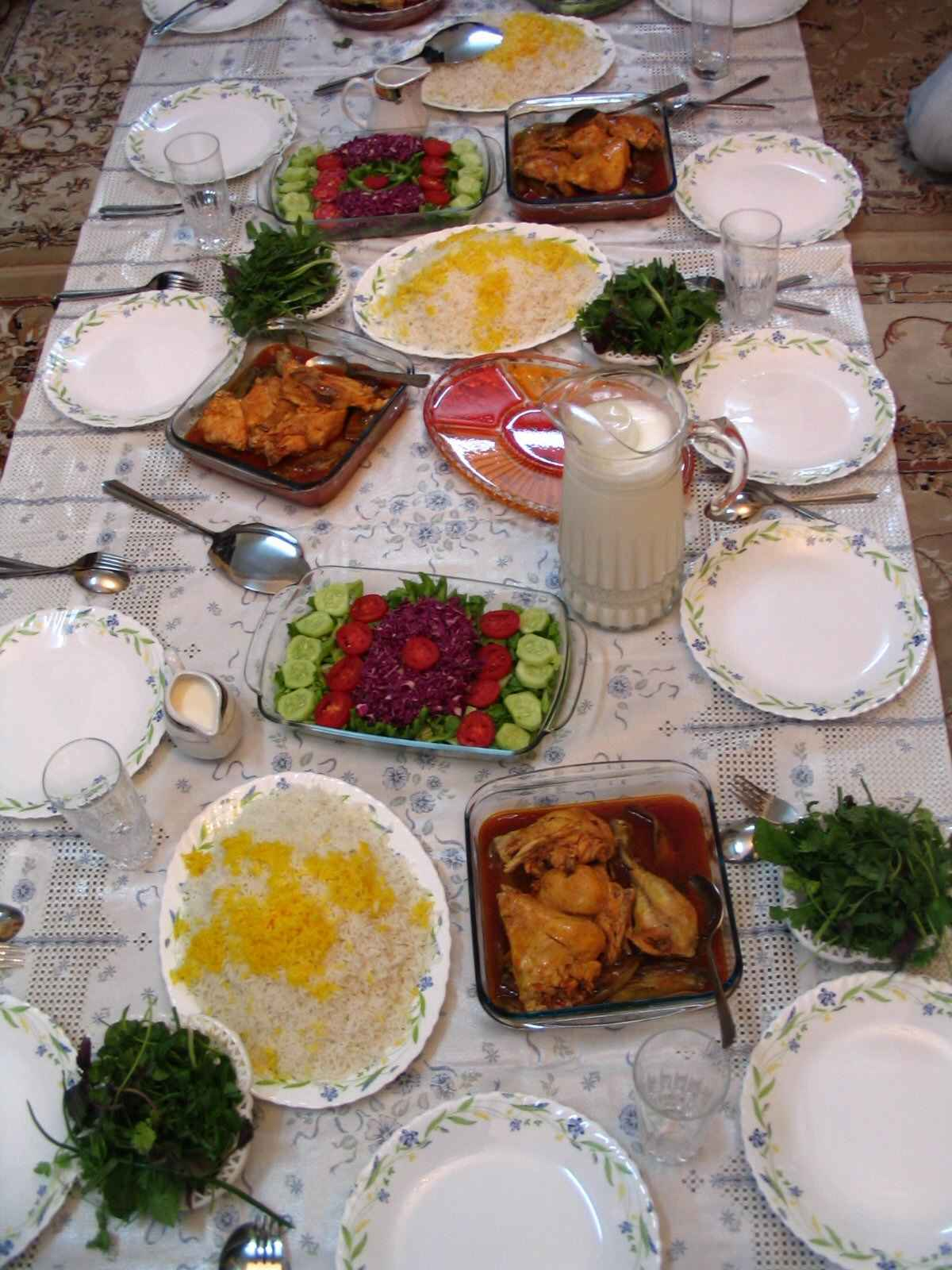
ペルシア絨毯の上にクロスを敷いた、イラン・イスラーム共和国の伝統的な形式の食事準備。

ドゥーグ（ペルシア語: دوغ、ラテン文字転写: dooqh、ドゥーク）は西南アジアの飲むヨーグルト。イラン発祥。アフガニスタンでも飲まれる。食事と共に飲まれる。例えばケバブ（キャバーブ、カバーブ）を食べながら飲むといった具合である。酸味、塩気が強い。デザートではなく甘味は無い。日本ではイラン食材店やペルシア料理店（イラン料理店）に置いている。

## レシピ
水または炭酸水で割ったヨーグルトに塩を加える。ミントや胡椒を加える場合もある。
自分で簡単に作ることができ、日本在住のペルシア人サヘル・ローズのレシピでは、以下のとおり。
1. ヨーグルトと炭酸水が1:1
2. 塩と胡椒を少々
3. よく冷やす